# Ихне
Ихне е древномакедонски град в Ботиая в близост до Солунския залив и Пела. Останкитете му днес са разположени между селата Куфалово и Илиджиево.